# Rogwołod
Rogwołod (białorus. – Рагвалод ; ros. – Рогволод) – książę połocki (ok. 945–978). Był Waregiem. Przybył ze Skandynawii do Połocka w latach czterdziestych X wieku i został założycielem dynastii książąt połockich. Nieznana jest dokładna data śmierci Rogwołoda. Według źródeł śmierć poniósł pomiędzy 978 a 980 rokiem wskutek najazdu Włodzimierza Wielkiego na Połock. Imię Rogwołod nosili w drugiej połowie XI wieku syn i wnuk Wsiesława Połockiego. Kniaziowie połoccy, walczący z potomkami Włodzimierza Wielkiego, wywodzili swój ród od Rogwołoda i jego córki Rognedy, a swoje pretensje do tronu połockiego rościli nie od momentu nadania go Iziasławowi, synowi Rognedy i Włodzimierza, przez Wielkiego Księcia Kijowskiego, ale od spuścizny po Rogwołodzie.

## Wzmianki historyczne o Rogwołodzie

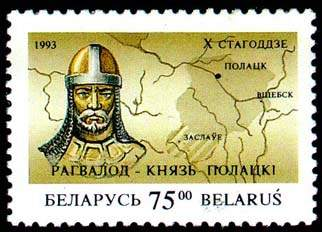
Rogwołod, białoruski znaczek pocztowy z 1993 r.

Informacje o Rogwołodzie zawierają kroniki ruskie: Powieść minionych lat i Latopis Ławrientiewski. Powieść minionych lat pod rokiem 980 odnotowała:

Przyszedł Włodzimierz z Waregami do Nowogrodu [...] I posłał do Rogwołoda do Połocka, mówiąc: „Chcę pojąć córkę twoją sobie za żonę”. On zaś rzekł do córki swojej: „Chceszli za Włodzimierza?” Ona zaś rzekła: „Nie chcę rozzuć syna służebnicy, lecz za Jaropełka chcę”. Rogwołod bowiem przyszedł był zza morza i miał włość swoją w Połocku, a Tury w Turowie, od niego też i Turowcy przezwali się. I przyszli pachołcy Włodzimierzowi, i powiedzieli mu wszystko, co mówiła Rogneda, córka Rogwołoda, kniazia połockiego. Włodzimierz tedy zebrał wojów mnogich, Waregów i Słowien, Czudów i Krywiczów, i poszedł na Rogwołoda. W tym czasie chciano Rognedę wydać za Jaropełka. I przyszedł Włodzimierz do Połocka, i zabił Rogwołoda i synów jego dwóch, a córkę jego pojął za żonę.

Latopis Ławrientiewski pod rokiem 1128 odnotował:

O tychże Wsiesławiczech tak opowiadają znający. Rogwołod władał ziemią połocką, i dzierżył ją, i rządził nią. A Włodzimierz znajdował się w Nowogrodzie, jeszcze małoletnim i poganinem, i miał stryja Dobrynię wojewodę – męża chrobrego i zapobiegliwego, i on posłał do Rogwołoda, prosząc córkę jego za Włodzimierza. [...] Ten Rogwołod przybył zza morza i władał Połockiem. [...] Dobrynia wpadł w gniew i, wziąwszy wojów, poszedł na Połock i pokonał Rogwołoda. Rogwołod uciekł do miasta, i podeszli do miasta, i wzięli miasto, i samego księcia Rogwołoda wzięli, i żonę jego, i córkę jego; a Dobrynia poniżał jego i córkę jego, nazwał ją niewolnicą, i rozkazał Włodzimierzowi być z nią przed ojcem i matką. Potem Włodzimierz zabił ojca jej, a samą ją wziął za żonę. [...] Ona zaś powiedziała: "Zasmuciłam się, bowiem ojca mojego zabiłeś i ziemię jego zagarnąłeś przeze mnie [...]". Od tego czasu wyjmują miecz wnukowie Rogwołoda przeciwko wnukom Jarosława.

Za pośrednictwem Wasilija Tatiszczewa zachowała się wzmianka o Rogwołodzie, pochodząca z Kroniki Joakima, z której wynikało, że Rogwołod był sojusznikiem Jaropełka w wojnie przeciwko Włodzimierzowi:

Włodzimierz, po powrocie od Waregów z wojskiem, zebrał Nowogrodców i poszedł na księcia połockiego Rogwołoda, bowiem ten zagarnął jego własność.

## Chronologia życia
Daty zawarte w rocznikach są wątpliwe. Według roczników ruskich Rogwołod przybył do Połocka w okresie panowania Światosława Igorowicza w latach 945-972, lecz nie później niż w roku 971, kiedy Światosław oddał Włodzimierzowi panowanie nad Nowogrodem. Przypuszczalnie panowanie Rogwołoda w Połocku rozpoczęło się około 947 roku. Za tą datą przemawia opis działalności wielkiej księżnej kijowskiej Olgi, która po pokonaniu Jaćwińgów zajęła się umocnieniem granic swojego państwa, zakładając między innymi graniczne miasto Witebsk. Roczniki nie wspominają, że przy zakładaniu Witebska odwiedziła Połock, jedno z największych miast w tej części Europy. Niektórzy historycy wykazują, że Olga nie rządziła ziemią połocką, lecz wzmacniała granice między swoim państwem a Księstwem Połockim.
Według Powieści minionych lat wojny między synami Światosława Igorowicza rozpoczęły się w 975 roku, a Włodzimierz po porażce wrócił do Nowogrodu i najechał Połock nie wcześniej niż w 977 roku. Wojna, w trakcie której zginął Rogwołod, zakończyła się nie później niż w 980 roku. Jakub Mnich potwierdza 980 rok, pisząc, że Włodzimierz został wielkim księciem kijowskim po śmierci Światosława. Jednocześnie wskazuje dokładną datę zakończenia wojny między spadkobiercami Światosława – 11 czerwca 6486 roku, to jest 978 rok. Przy porównaniu dwóch źródeł można wywnioskować, że Rogwołod poniósł śmierć pomiędzy rokiem 977 a 978.

## Dyskusja nad pochodzeniem Rogwołoda

### Słowiańskie pochodzenie Rogwołoda
XIX-wieczny historyk Rusi, Stiepan Giedieonow, w swoim dziele Waregowie i Ruś w rozdziale Spór o imiona przedstawił badania w zakresie etymologii imienia Rogwołod. Według niego imię Rogwołod ma korzenie słowiańskie. Wywodzi się od Roga lub Roha. Występuje w Latopisie Lawrenckim pod rokiem 1096 jako patronimik Guriaty Rogowicza. 
Według badań Museum Království českého, opublikowanych w Časopis Českého museum imię Roh występowało w średniowiecznych Czechach. Imię Rogwołod powstało natomiast od połączenia słowiańskich słów róg – рог i władać – волод, w Czechach było znane jako Rohowlad. Analogicznie tworzone były inne imiona słowiańskie, na przykład, Wsiewołod – Всеволод. W tym wywodzie Stiepan Giedieonow obala twierdzenie niemieckiego badacza Rusi, Ernsta Kunika, według którego forma onomastyczna tego imienia niespotykana jest wśród ludów słowiańskich.
Rogwołod "przybył zza morza" i według roczników był władcą Połocka. Przyjmując, że imię księcia ma pochodzenie słowiańskie, to, według Stiepana Giedieonowa, informacji o zamorskim pochodzeniu Rogwołoda nie należy interpretować dosłownie. Historyk uważa, że prawdopodobnie kniaź Igor miał nieznaną z imienia siostrę lub córkę, którą wydał za jednego z władców skandynawskich. W posagu jej przydzielił Połock. Potomkiem tego małżeństwa mógł być Rogwołod, który "przybył zza morza i władał Połockiem". Otrzymał go w spadku po matce lub babce.
Za słowiańskim pochodzeniem Rogwołoda przemawia znajomość obrzędów weselnych córki Rogwołoda, Rognedy. W rozmowie z ojcem księżniczka na pytanie "Czy chcesz za Włodzimierza?" odpowiada, że nie chce zdejmować mu butów. Zwyczaj zzuwania butów przez żonę był charakterystyczny dla Słowian. Stiepan Giedieonow powołał się na Michaiła Łomonosowa, Wasilija Tatiszczewa i Władimira Sołowjowa, którzy wymienili ten obyczaj przy opisywaniu chłopskich obrzędów weselnych Rosji i Litwy. U Normanów według Jacoba Grimma podczas zaślubin istniał zwyczaj zakładania podanych przez oblubienicę butów. Dopuszczając myśl o normańskim pochodzeniu Rogwołoda, to jego córka, Rogneda, sformułowałaby odpowiedź odmowną w inny sposób.
Za teorią słowiańską przemawia również fakt, że Włodzimierz pragnął poślubić Rognedę, żeby otrzymać w posagu Księstwo Połockie. Świadczy to, że Rogwołod mógł być miejscowym, słowiańskim, księciem.
Badania Stiepana Giedieonowa dały początek teorii słowiańskiego pochodzenia książąt połockich. Za słowiańskim pochodzeniem opowiadali się również Piotr Gołubowskij, Mykoła Kostomarow i Mitrafan Dounar-Zapolski.

### Teoria skandynawska
Drugą teorię o pochodzeniu Rogwołoda głosi grupa historyków na czele z Jeleną Rydziewską, którzy nie ufają do końca Powieści minionych lat i Rocznikom Lawrenckim, a informacje o księciu Połocka Rogwołodzie nazywają legendą. Zdaniem Jeleny Rydziewskiej i Tatjany Dżakson, imię Rogwołod ma pochodzenie skandynawskie, ponieważ posiada charakterystyczną dla języków skandynawskich aliterację. Skandynawski wariant imienia Rogwołod brzmi Ragnvald. Według zwolenników tej teorii autorów roczników natchnęła połocka pieśń ludowa z przełomu XI/XII wieku.
Jednak ci sami badacze, którzy wywodzą istnienie Rogwołoda z tradycji ludowej, godzą się przyznać historyczność postaci księcia pod warunkiem, że jego korzenie będą pochodzić ze Skandynawii. Swoje poglądy opierają na zdaniu z Powieści minionych lat: "Rogwołod przybył zza morza". Jelena Rydziewska uważa, że te źródła wyprowadzają ród książąt połockich od władców normanskich wzorem panującego na Rusi rodu Rurykowiczów, którzy za swego protoplastę także uważali legendarnego wodza Normanów – Ruryka. Takie – skandynawskie – pochodzenie połockich władców znacznie podnosiło ich rangę i w okresie rozbicia dzielnicowego miało uzasadniać pretensje do panowania w księstwie. Genealogia ta była na tyle atrakcyjna dla książąt połockich, że woleli swój rodowód wyprowadzać po żeńskiej linii od Rogwołoda i jego normańskich przodków niż od samego Ruryka.
Jeden z historyków, Jurij Konowałow, utożsamia Rogwołoda z Ragnvaldem Olafssonem z trzynastowiecznej sagi skandynawskiej o Ynglingach. Ragnvald Olafsson był według sagi bratankiem Halfdana Czarnego.
Inni badacze, Jelena Mielnikowa i Tatjana Dżakson, zwracają uwagę na podobieństwo przekazów roczników słowiańskich i skandynawskiej sagi o Ejmundzie, które podnoszą problem dziedziczenia tronu w Połocku. W sadze o Ejmundzie występuje jarl Ragnvald Ulfsson, namiestnik Jarosława Mądrego w Ładodze i krewny jego żony – Szwedki Ingegerdy, przez niektórych badaczy utożsamiany z Rogwołodem ze względu na podobieństwo imienia i okres rządów. Ragnvald Ulfsson jest jednak postacią historyczną i niemożliwe jest, aby był księciem połockim. Informacja o nim została zanotowana w 1096 roku i pochodziła od jego potencjalnego potomka, nowogrodzianina Giuriaty Rogowicza, któremu mogło zależeć na udowodnieniu swojego wysokiego pochodzenia.
Historyk Rusi, Władysław Duczko, przypuszcza, że Rogwołod był pierwszym skandynawskim władcą Połocka, przybyłym w pierwszej połowie X wieku. Zaznacza jednak, że taka teoria opiera się jedynie na spekulacjach lingwistycznych i geograficznych. Skandynawska odmiana imienia Rogwołod – Ragnvald – była rozpowszechniona w rodach królewskich Danii i Szwecji. Duczko stwierdza, że do dalszych badań na temat pochodzenia Rogwołoda brakuje źródeł.